# 乔纳森·克利夫兰
乔纳森·克利夫兰（英語：Jonathan Cleveland，1970年12月19日—），加拿大男子游泳运动员。他曾代表加拿大参加1988年、1992年和1996年夏季奥林匹克运动会游泳比赛，其中1992年奥运会获得一枚铜牌。